# Smokvica
Smokvica är en ort i Kroatien. Den ligger i länet Dubrovnik-Neretvas län, i den södra delen av landet, 300 km söder om huvudstaden Zagreb. Smokvica ligger 215 meter över havet och antalet invånare är 1 017. Den ligger på ön Korčula.
Terrängen runt Smokvica är huvudsakligen kuperad, men åt sydost är den platt. Havet är nära Smokvica åt sydväst. Närmaste större samhälle är Vela Luka, 14,6 km väster om Smokvica.